# Bruno Sereni
Bruno Sereni (Milano, 4 luglio 1905 – Barga, 26 febbraio 1986) è stato un giornalista, scrittore e antifascista italiano.
Trasferitosi da ragazzino nella cittadina toscana di Barga, emigrò in Scozia giovanissimo alla fine del primo decennio del '900. Rientrato in patria, ottenne un impiego nella marina mercantile e nel 1927 si stabilì clandestinamente a New York, dove entrò in contatto con gli ambienti del fuoruscitismo e iniziò a scrivere per la stampa di lingua italiana negli Stati Uniti.
Nel 1933 si trasferì a Barcellona: partecipò alla guerra civile spagnola con i repubblicani, fu esponente della Lega Italiana per i Diritti dell'Uomo e inviò corrispondenze a numerose testate antifasciste di tutto il mondo.
Tornò in Italia alla vigilia della scoppio della seconda guerra mondiale, durante la quale fu incarcerato prima a Lucca e poi a Piacenza.
A guerra finita, si impegnò per la ricostruzione del proprio paese e nel 1949 fondò la testata locale Il Giornale di Barga. Nel 1974 fu insignito del Premiolino, uno dei più prestigiosi riconoscimenti per la stampa italiana, proprio in funzione del suo impegno con Il Giornale di Barga, definito nella motivazione del premio «Non un bollettino di paese, ma un prezioso foglio di informazione che ogni mese parte da Barga e a migliaia di copie raggiunge, ricco di notizie locali, tutti i Barghigiani emigrati sparsi in Italia e nel mondo».

## Biografia

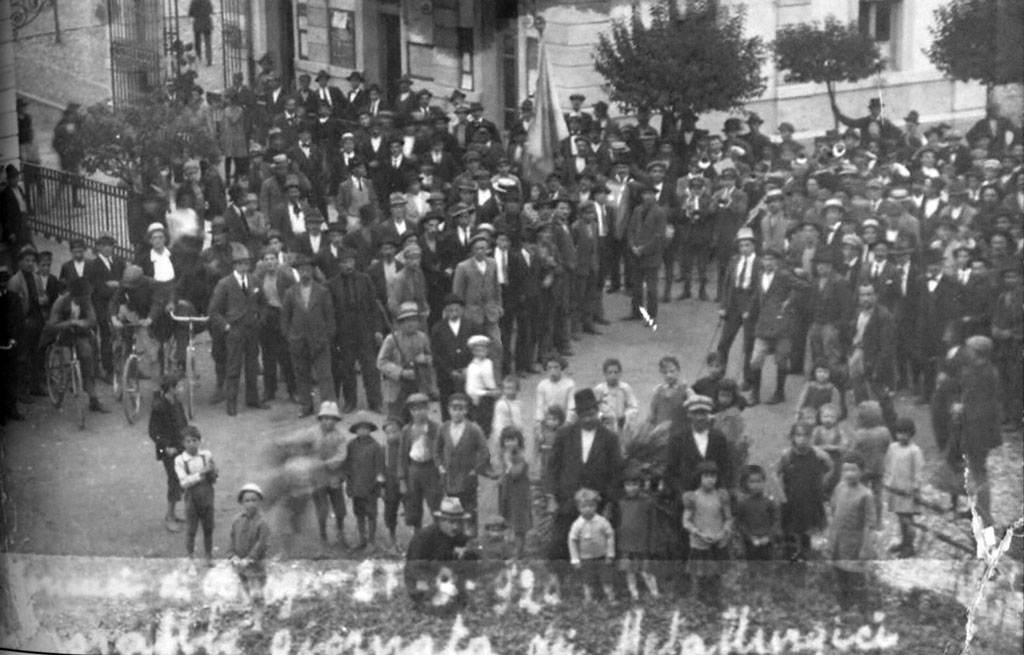
Giornata dei metallurgici allo stabilimento di Fornaci di Barga nel 1920

Originari di Livorno e di antica ascendenza ebraica, i Sereni si spostarono per motivi di lavoro a Milano e lì nel 1905 nacque Bruno, terzo figlio di Umberto e Palmira Pasquinelli.
Due anni dopo, Umberto Sereni avviò una piccola attività di produzione macchine edili a Breganze, in provincia di Vicenza, e la famiglia si trasferì in Veneto.
In seguito alla sconfitta dell'esercito italiano a Caporetto nella prima guerra mondiale e sotto la minaccia di invasione austro-ungarica, nel 1917 i Sereni abbandonarono il Veneto come altre migliaia di profughi civili e si rifugiarono in provincia di Lucca, a Barga. La scelta del luogo fu dettata dalla presenza di alcune conoscenze della madre di Bruno, che a Barga completò le scuole elementari e poco dopo fu assunto al reparto munizioni della "Metallurgica" (poi KME) di Fornaci di Barga, di proprietà della famiglia Orlando.

### Emigrazione in Scozia e ritorno a Barga

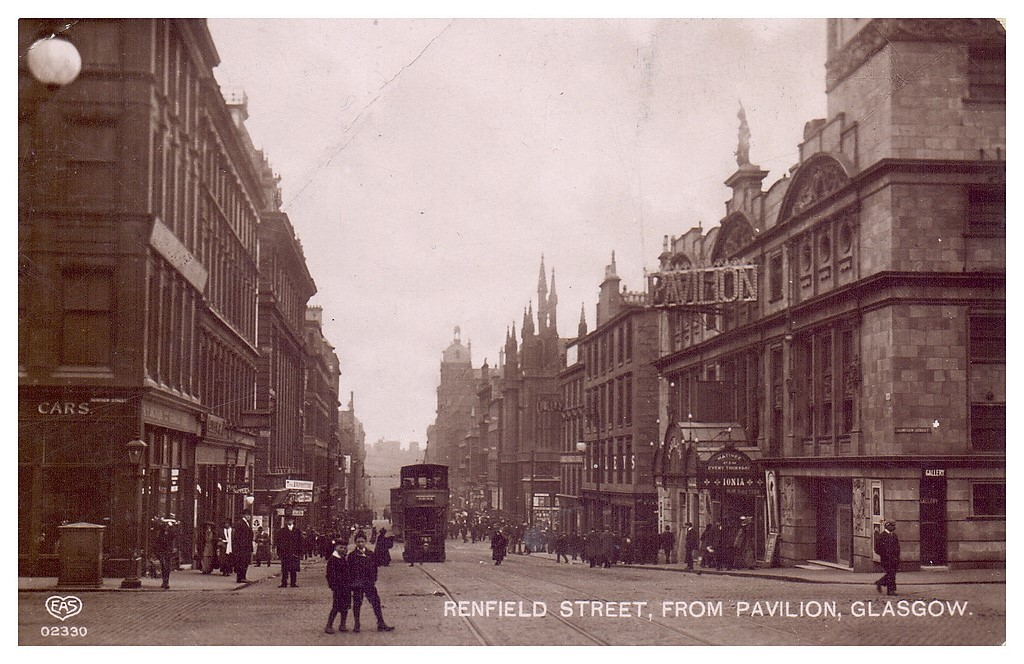
Renfield Street e il Pavilon di Glasgow agli inizi del '900

Al termine della prima guerra mondiale, dopo una parentesi lavorativa in un albergo barghigiano, Bruno Sereni emigrò in Scozia, dove rimase per circa tre anni. Alla sua esperienza personale e alla condizione dei molti barghigiani in Scozia dedicò il ciclo di articoli Ricordi di Glasgow, pubblicati su Il Giornale di Barga a partire dal 1964, e il libro They Took the Low Road, tradotto in inglese dall'amico Mario Moscardini, in cui afferma:
(Bruno Sereni, They Took the Low Road)
Sereni fu richiamato in Italia per espletare il servizio di leva e si arruolò nella Regia Marina, per poi fermarsi a Barga una volta congedato.
Erano i primi anni '20, il periodo dell'espansione del fascismo in Italia, ma la famiglia Sereni era di altre tendenze politiche: il fratello Sereno era stato arrestato nel 1919 con l'accusa di "aver incitato dei soldati alla ribellione", mentre il padre Umberto figurava fra i fondatori e gli attivisti della sezione locale del Partito Socialista Italiano – che a Barga poteva contare su una figura di riferimento come Cesare Biondi – frequentata dallo stesso Bruno.
Il clima dell'epoca, culminato in scaramucce con alcuni fascisti barghigiani, spinse Sereni ad abbandonare l'Italia una seconda volta. Grazie all'esperienza maturata da militare, Sereni riuscì ad ottenere un impiego a bordo delle navi della Navigazione Generale Italiana.

### In America

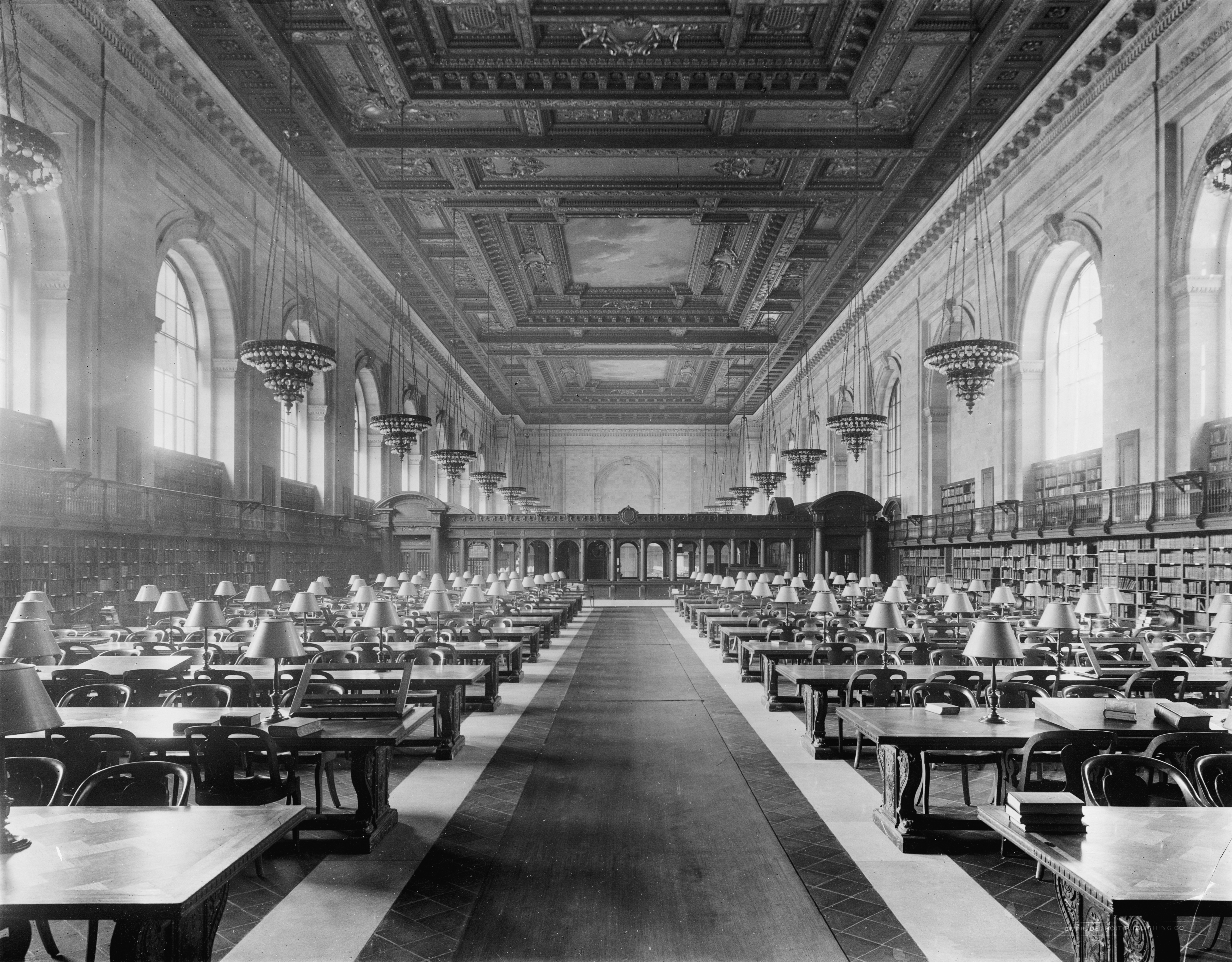
La sala di lettura della New York Public Library agli inizi del '900

Nel 1927, al suo secondo viaggio negli Stati Uniti, Sereni abbandonò il transatlantico sul quale era di servizio e si stabilì clandestinamente a New York.
Trovò lavoro in uno dei tanti speakeasy della città: i locali dove si vendevano illegalmente alcolici negli anni del proibizionismo americano. Il suo incarico era quello di miscelare le bevande e talvolta effettuare consegne a domicilio. In occasione di una di queste, si trovò faccia a faccia con il fratello di Al Capone.
(Bruno Sereni, Ricordi di New York)
A New York, iniziò la sua formazione da autodidatta alla New York Public Library ed entrò in contatto con l'ambiente degli antifascisti di origine italiana: prima frequentando i comizi, poi facendone conoscenza personale. Tre incontri in particolare segnarono il futuro di Bruno Sereni: quelli con Vincenzo Vacirca, Gaetano Salvemini e Carlo Tresca.
Vacirca fu il primo direttore a pubblicare un articolo di Sereni, sulle colonne de Il nuovo mondo, offrendogli l'occasione per fare il primo passo nel mondo del giornalismo.
Salvemini, con il quale rimase in contatto anche negli anni successivi, diventò modello e ispirazione per Sereni fin dal loro primo incontro:
(Bruno Sereni, Ricordi di New York)
Al nome di Carlo Tresca, con il quale prese a collaborare per il giornale Il Martello, è legato invece l'arresto di Sereni in seguito a un volantinaggio di protesta organizzato dallo stesso Tresca in occasione della visita ufficiale negli Stati Uniti di Dino Grandi.
Poco tempo dopo (giugno 1933), dopo essersi consigliato con il compagno di militanza e avvocato Giuseppe Lupis, Sereni partì alla volta della Francia per poi spostarsi a Barcellona.

### Corrispondente dalla guerra di Spagna

La pagina di Giustizia e Libertà dedicata al centenario leopardiano (11 giugno 1937)

Iscritto alla Rubrica di Frontiera (un registro delle persone sospette che si spostavano tra Italia e Svizzera) del Casellario Politico Centrale dal 1932 e segnalato in Spagna nell'anno successivo, appena arrivato in Catalogna Sereni finì nella lista degli antifascisti tenuti sotto osservazione dagli agenti dell'OVRA che lavoravano in collaborazione con il consolato italiano e la polizia spagnola.
(Bruno Sereni, Ricordi della guerra di Spagna)
Fra i "controllori" di Sereni vi fu Mario Carletti: l'informatore che fornirà indicazioni decisive per l'arresto di Pietro Nenni in Francia nel 1943. Carletti inviò a Roma foto di Sereni a Barcellona e informazioni su di lui e documentò la sua attività per la Lega Italiana dei Diritti dell'Uomo.
Erano gli anni della seconda repubblica spagnola e della rivoluzione delle Asturie. Per sopravvivere e per allontanare la sorveglianza della polizia, Sereni lasciò Barcellona e intraprese l'attività di venditore ambulante in giro per fiere e mercati della Catalogna settentrionale.
Nel 1936, al momento del colpo di Stato dei generali, si trovava a Tàrrega, nella provincia di Lleida. Da lì, in precedenza, aveva inviato al settimanale Giustizia e Libertà di Parigi un'intervista al leader del Partito Operaio di Unificazione Marxista Joaquín Maurín.
Sfruttando l'influenza di cui godeva nel piccolo centro catalano, scrisse di suo pugno un lasciapassare per facilitarsi il viaggio e arrivò a Barcellona, dove si unì a una colonna del POUM per raggiungere il fronte di Aragona.
Il 1º agosto del 1936, nei pressi di Siétamo, fu ferito e venne riportato a Barcellona per essere ricoverato in ospedale. Tornò al fronte, nella zona di Huesca, per poi rientrare nella capitale catalana, dove strinse amicizia con Aldo Garosci e Dino Fienga, il medico napoletano al quale fu affidato l'incarico di allestire l'infermeria della caserma "Lenin" raccontata da George Orwell nel suo Omaggio alla Catalogna. Conobbe inoltre Carlo Rosselli e Camillo Berneri, l'anarchico ucciso dagli stalinisti a Barcellona durante le giornate di maggio. Sereni prese parte ai suoi funerali, così come fu presente a quelli di Mario Angeloni, Libero Battistelli e Mario De Leone.
Gli articoli di Sereni dalla guerra di Spagna vennero pubblicati a New York su La Stampa Libera, a Buenos Aires su L'Italia del popolo, a Parigi su Il Nuovo Avanti (con lo pseudonimo di Bruno Bruni) e a Lugano su Libera Stampa.
Nel 1937 scrisse a Carlo Rosselli (rientrato a Parigi) per esortarlo a celebrare su Giustizia e Libertà i cento anni dalla scomparsa di Giacomo Leopardi ed egli lo accontentò dedicando un'intera pagina all'anniversario. Quel numero del settimanale, che ospitava anche un contributo di Bruno Sereni, fu pubblicato in concomitanza con l'uccisione dei fratelli Rosselli.
Quando Francisco Franco sembrava ormai avviato a diventare dittatore con l'aiuto determinante della Germania nazista, dell'Italia fascista e del Portogallo di Salazar, Sereni tentò di abbandonare una prima volta la Spagna imbarcandosi clandestinamente su un transatlantico diretto in Brasile, ma venne arrestato a Dakar e rimandato indietro.
Lasciò definitivamente Barcellona nel 1938:
(Bruno Sereni, Ricordi della guerra di Spagna)

### La parentesi di Marsiglia
Dalla Catalogna, Sereni si trasferì a Marsiglia, adattandosi a fare lo scaricatore di porto per sopravvivere.
Nonostante le lettere inviate alla madre fossero piene di rassicurazioni, il periodo trascorso da Bruno Sereni in Francia fu piuttosto difficile: sia dal punto di vista politico (il governo francese era ancora in buoni rapporti con l'Italia fascista e spesso chi aveva combattutto in Spagna veniva di fatto imprigionato nei campi profughi) che da quello economico.
Sereni pensò quindi di recarsi in Messico, dove già si trovavano il fratello Sereno e l'amico Dino Fienga. A tal fine, fece richiesta a Libera Stampa di essere accreditato come corrispondente della testata, ma il progetto non andò in porto.

### Fra Barga e il carcere in tempo di guerra

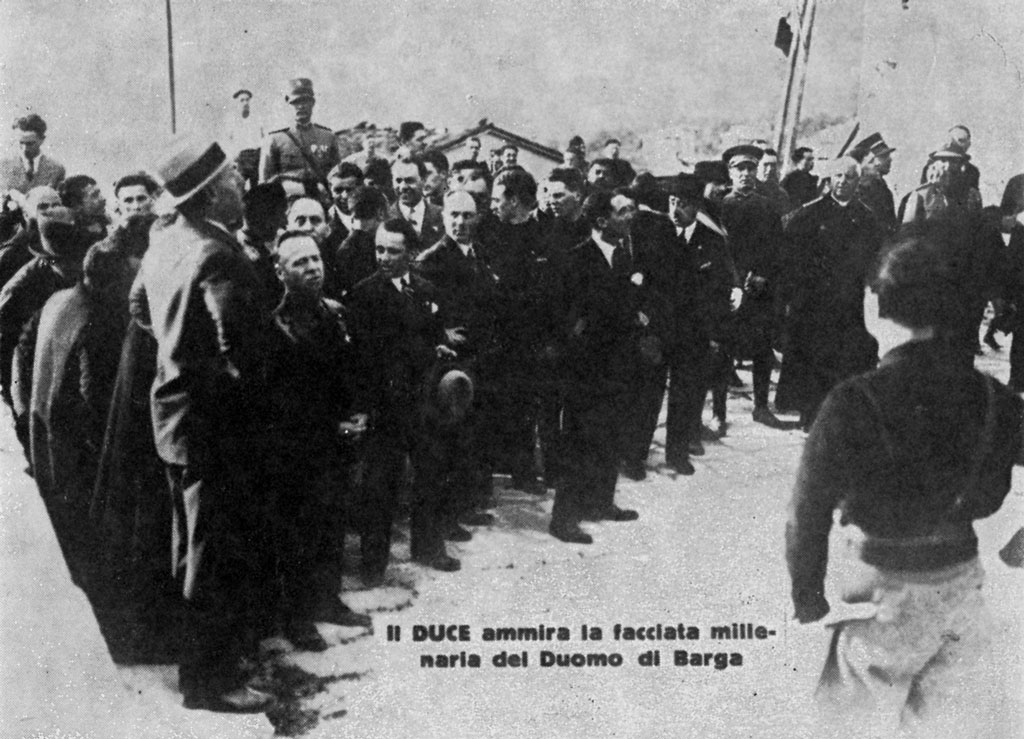
Benito Mussolini in visita a Barga nel 1930. In prima fila, alla sinistra di Mussolini, il podestà Morando Stefani

Dopo aver concordato con il consolato italiano una lettera per evitare di essere arrestato al confine, Sereni tornò a Barga nel 1939.
(Bruno Sereni, Barga paese come tanti)
Il rientro però non fu facile: la fiducia nel fascismo era alta e gli oppositori del regime isolati e con nessuna possibilità di trovare lavoro.
Dopo un incarico temporaneo come manovale nei lavori per mimetizzare la fabbrica metallurgica di Fornaci di Barga durante la guerra, Sereni venne assunto da un caseificio di Castelnuovo di Garfagnana grazie all'amico Vittorio Baiocchi, ma dopo un paio di mesi fu licenziato ed espulso da Castelnuovo per volontà del locale segretario del fascio.
Meno tesi erano i rapporti con le autorità barghigiane, la cui massima carica era ricoperta da Morando Stefani.
(Bruno Sereni, Barga nella lunga estate del 1943)
Giunto a Barga nel 1923 da New York (dove frequentava antifascisti importanti come Fiorello La Guardia e Carlo Tresca) e direttore del giornale locale La Corsonna prima che la pubblicazione venisse sospesa per la guerra, Stefani procurò a Sereni un incarico temporaneo come autotrasportatore, prima che venisse assunto dall'azienda boschiva Carlo Orsi di Barga, dove arrivò a ricoprire il ruolo di contabile.
Il 24 dicembre 1943, per ordine di Mario Piazzesi, nominato capo della provincia in seguito alla riorganizzazione dell'Italia durante la Repubblica di Salò, Sereni venne arrestato e condotto in carcere a Lucca. Quando Piazzesi fu nominato capo della provincia di Piacenza, Sereni ed il suo compagno di carcere Libero Mariotti furono trasferiti nella città emiliana.
A Piacenza, poco prima di essere rilasciato, Sereni incontrò monsignor Ugo Civardi, personaggio di collegamento fra clero e resistenza della zona. Fu proprio Civardi a raccontare a Sereni la storia del suo trasferimento a Piacenza: nel corso di una trattativa per lo scambio di prigionieri, ai partigiani era stata accordata la liberazione di quelli incarcerati a Lucca per motivi politici. All'ultimo momento, Piazzesi in persona si era opposto alla liberazione di Sereni e Mariotti adducendo la motivazione che erano stati arrestati per reati comuni. Non avendo tempo a disposizione per fare le opportune verifiche, Civardi aveva creduto alla versione di Piazzesi e Sereni e Mariotti erano rimasti quindi in carcere.
Dopo essere scampato per tre volte alla deportazione in Germania fingendosi malato di sifilide con la complicità del personale medico del carcere di Piacenza, il 20 settembre 1944 fu rimesso in libertà, grazie anche al fatto che nel frattempo a Piazzesi era stata tolta la responsabilità della provincia di Piacenza:
(Bruno Sereni, Carcere)
Gli fu consegnato un foglio di via con destinazione Milano; nel capoluogo lombardo riuscì ad ottenere un altro foglio di via per arrivare fino a Pievepelago, in provincia di Modena, e da lì raggiunse a piedi Barga valicando l'Appennino tosco-emiliano passando dal Lago Santo modenese.

### Gli anni della ricostruzione
(Bruno Sereni, Barga paese come tanti)

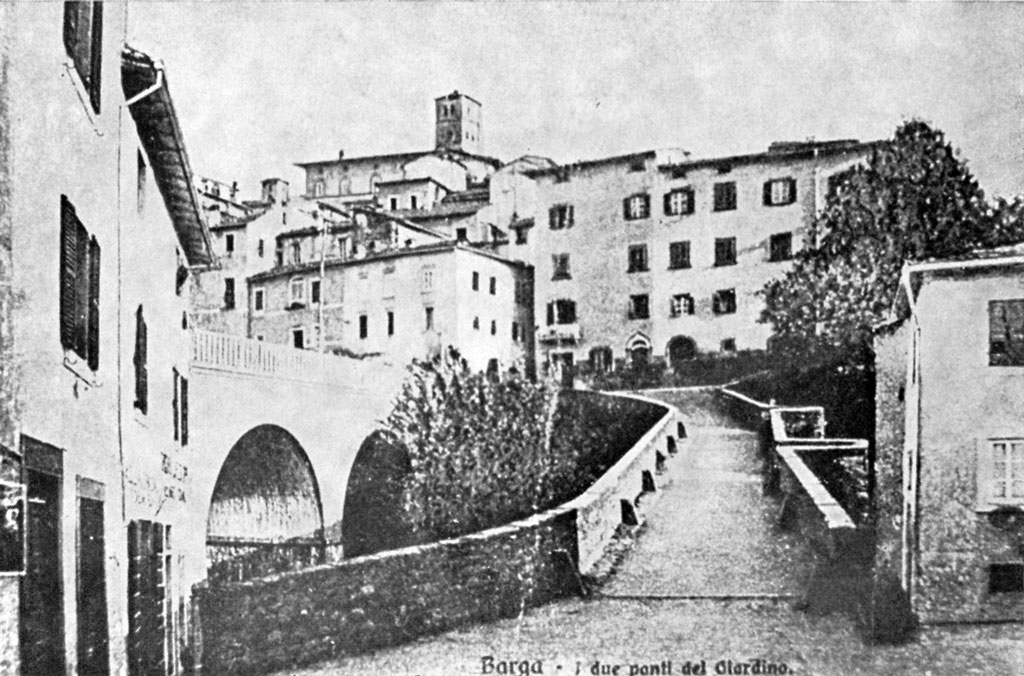
Barga, inizi del XX secolo: i due ponti fatti saltare dall'esercito tedesco durante la seconda guerra mondiale

A guerra finita, Sereni si mise a disposizione per la ricostruzione di Barga e la rinconciliazione fra i suoi abitanti mettendo da parte i rancori personali, come ebbe modo di dire all'allora proposto Lino Lombardi:
Fu tra i promotori di un'iniziativa volta a costruire una passerella provvisoria in sostituzione di due ponti fatti saltare dai tedeschi in ritirata, coinvolgendo tutta la popolazione barghigiana: quelli che ancora nutrivano simpatie fasciste e gli oppositori del regime:
(Bruno Sereni, Barga paese come tanti)
Con la rinascita dei partiti politici nel secondo dopoguerra, sorprendendo molti e suscitando reazioni di sdegno negli schieramenti di sinistra, si mise a capo della sezione barghigiana del Partito Liberale Italiano.
Nell'opuscolo Rivoluzione o lavoro, pubblicato nel 1945 a cura della direzione provinciale del partito, motivò la sua scelta rivendicando la necessità di lasciare campo libero all'iniziativa privata per favorire la ricostruzione del paese.
Fu la prima e unica volta che Sereni si candidò personalmente nelle file di una formazione politica, senza peraltro riuscire a farsi eleggere in consiglio comunale alle elezioni amministrative del 1946.
Negli anni successivi, il suo impegno civile si manifestò soprattutto tramite l'attività pubblicistica, in particolare grazie a Il Giornale di Barga.

### Il Giornale di Barga

La prima pagina del primo numero de Il Giornale di Barga (29 maggio 1949)

Fallito il tentativo di rivitalizzare la storica testata La Corsonna sotto la denominazione La Nuova Corsonna (della quale fu condirettore per pochi numeri), Sereni decise di fondare un nuovo giornale locale. La scelta del nome cadde su Il Giornale di Barga, su suggerimento dell'allora portalettere Mario Pieroni.
Il Giornale di Barga uscì per la prima volta il 29 maggio 1949 e già nel primo numero vennero tracciate le linee lungo le quali si mosse negli anni successivi (la testata è ancora attiva, esce con regolare cadenza mensile e dal 2008 è presente sul web):
- Il legame con la comunità barghigiana all'estero
- La valorizzazione della storia e della cultura legate al territorio
- La funzione di stimolo e supporto alle iniziative civili

Così afferma Sereni nell'articolo di apertura:
(Il Giornale di Barga, nº 1, maggio 1949)

#### Ibargoesteri

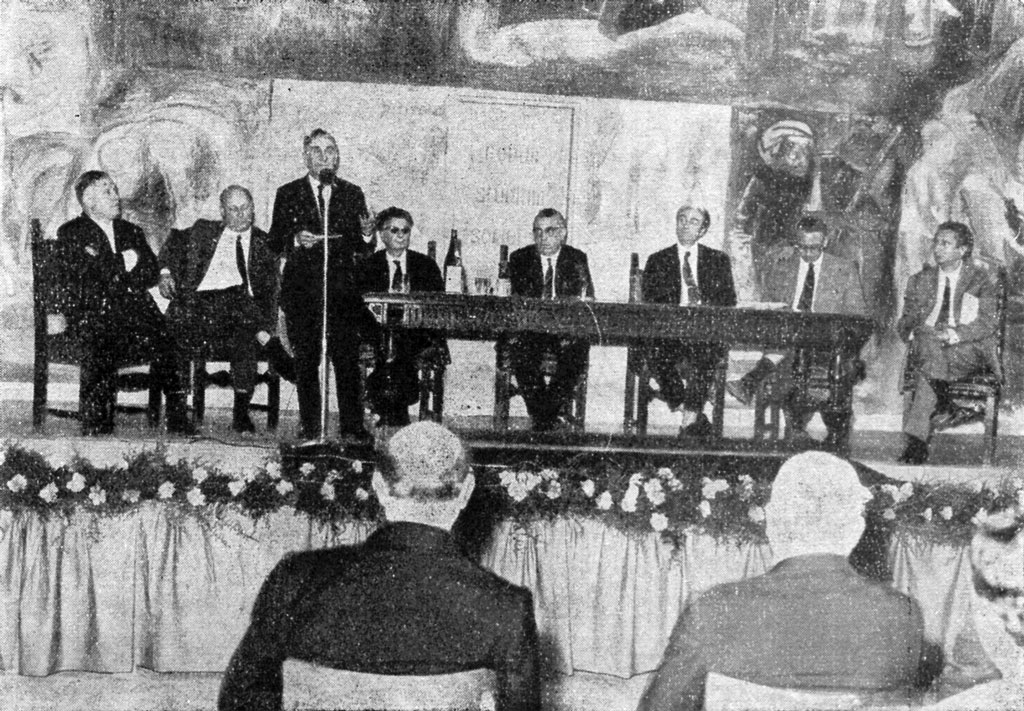
Barga, 28 maggio 1969: il professor Barbieri dell'Università di Firenze introduce la seconda giornata del III Symposium di Studi Americani

Voce indipendente di unità ideale con i Barghigiani all'Estero: questa la dicitura che affiancava la testata de Il Giornale di Barga nel suo primo numero, mantenuta poi negli anni successivi e tuttora presente in prima pagina. Per Sereni, il suo giornale doveva essere una «lettera da casa»: un modo per mantenere saldi i legami e scambiare informazioni fra i barghigiani all'estero e quelli rimasti in patria. Fin dal primo numero, venne indicato un corrispondente dalla Scozia con il recapito per contattarlo e ancora oggi su Il Giornale di Barga sono frequenti notizie di nascite, matrimoni, riconoscimenti vari e necrologi riguardanti famiglie che vivono all'estero.
Per anni è stata inoltre pubblicata una rubrica Arrivi e partenze, dove si dava conto di chi andava a cercare fortuna fuori dall'Italia (o semplicemente tornava nel paese di residenza) e di chi rientrava in patria, per sempre o solo per le vacanze. A proposito di questi, Sereni coniò le definizioni di turismo del cuore e bargoesteri (cioè barghigiani-esteri, per distinguerli dagli emigranti intenzionati a trovare lavoro e stabilirsi definitivamente nel paese di destinazione). I due termini sono tuttora largamente usati su Il Giornale di Barga e sono diventati di uso comune nel linguaggio barghigiano.
(Bruno Sereni, Appunti di storia sull’emigrazione barghigiana)
Il legame con la folta comunità barghigiana all'estero fu determinante per la nascita e la sopravvivenza del giornale, grazie soprattutto ai numerosi abbonamenti (Il Giornale di Barga viene tuttora distribuito quasi esclusivamente per abbonamento postale e in prima pagina vengono riportate le tariffe per le varie destinazioni).
La volontà di mantenere vivo questo legame venne portata avanti sia tramite le pagine del giornale che con iniziative collaterali: dopo un primo convegno sul tema dell'emigrazione barghigiana tenutosi nel novembre del 1968 (l'intervento di Sereni fu pubblicato in Appunti di storia sull’emigrazione barghigiana), nell'anno successivo Barga fu scelta come sede per la seconda giornata del III Symposium di Studi Americani organizzato dall'istituto di studi americani dell'università di Firenze. Nel suo intervento introduttivo, il professor Giuseppe Barbieri spiegò che la scelta di organizzare una giornata a Barga era stata dovuta anche e soprattutto alla larga disponibilità di documentazioni sul tema, sia negli archivi comunali e parrocchiali che sulla stampa locale:
(G. Barbieri, 1972)
In concomitanza con la giornata barghigiana del convegno organizzato dall'università di Firenze (28 maggio 1969) venne inaugurata una mostra dedicata alla storia dell'emigrazione locale, curata da Sereni e dal professor Corrado Carradini, e fu intitolata una via a Pietro Funai, figura di spicco della comunità bargoestera degli inizi del '900 e amico del poeta Giovanni Pascoli.

#### L'eredità pascoliana
(Giovanni Pascoli, 10 settembre 1911)

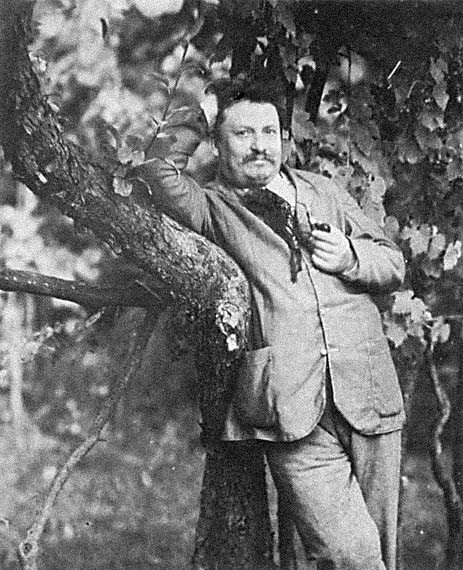
Giovanni Pascoli a Castelvecchio nel 1903

Giovanni Pascoli e la sorella Mariù si trasferirono nel comune di Barga il 15 ottobre 1895. Il poeta lasciò definitivamente la valle del Serchio nel febbraio del 1912 per Bologna, dove morì nell'aprile dello stesso anno. Mariù rimase a Castelvecchio fino alla fine dei suoi giorni (5 dicembre 1953) e lì fu sepolta insieme al fratello per espressa volontà testamentaria. Nello stesso atto, il comune di Barga fu nominato erede di molti dei beni della famiglia.
Il Giornale di Barga dedicò fin da subito molto spazio alle vicende della famiglia Pascoli a Castelvecchio.
Buona parte della prima pagina del primo numero de Il Giornale di Barga fu dedicata all'ipotesi della nascita di un Centro di Studi Pascoliani, con un lungo articolo dello scrittore Mario Mariani e un intervento del professor Corrado Carradini. Il progetto – mai realizzato – è tornato di attualità nel 2019 su iniziativa del comune di Barga e della Fondazione Giovanni Pascoli.
Negli anni successivi alla nascita della testata, da ricordare la campagna di opinione per ottenere il rispetto delle volontà testamentarie di Mariù, la sistemazione dell'archivio e la definitiva riapertura al pubblico della Casa Museo Giovanni Pascoli nel 1960.
Grazie alle molte iniziative per la diffusione dell'opera pascoliana e alle sottoscrizioni promosse dal suo giornale per sostenere l'asilo di Castelvecchio, Bruno Sereni entrò a far parte della cerchia delle conoscenze di Mariù Pascoli. Nel 1948 accompagnò lo scrittore e giornalista Antonio Baldini a far visita alla sorella del poeta. Dopo quell'incontro, sulla spinta di un commento di Mariù a proposito della polemica fra Giovanni Pascoli e Benedetto Croce, Sereni decise di scrivere a Croce e questi rispose con una lettera ripresa da Felice Del Beccaro nella raccolta delle lettere di Giovanni Pascoli agli amici lucchesi e da Augusto Vicinelli nella biografia del poeta narrata dalla sorella Maria. L'anno successivo, fu ancora Sereni ad accompagnare il giornalista Amerigo Gomez per la registrazione della prima ed unica intervista radiofonica concessa dalla sorella del poeta.
Nel 1962, per commemorare i cinquant'anni dalla morte di Pascoli, Sereni fece stampare Omaggio di Barga a Giovanni e Maria Pascoli, una pubblicazione realizzata in collaborazione con Corrado Carradini e altri studiosi dell'opera pascoliana.
(Corrado Carradini, Omaggio di Barga a Giovanni e Maria Pascoli)
Sereni contribuì al volume con un saggio dal titolo Giovanni Pascoli e la lotta politica a Barga dal 1900 al 1911 e con una bibliografia degli articoli comparsi su Il Giornale di Barga sui temi legati ai Pascoli e alla loro casa di Castelvecchio.
In una Guida di Barga pubblicata nel 1966, propose un "itinerario pascoliano" per accompagnare i turisti in visita ai luoghi cari al poeta. L'idea è stata ripresa nel 2019 da enti ed associazioni locali con l'inaugurazione di un primo percorso nel centro storico barghigiano.
A partire dagli anni '70, in collaborazione con Felice Del Beccaro e l'amministrazione comunale di Barga, iniziò la pubblicazione dei Quaderni pascoliani, trascrizione delle Letture pascoliane che ogni anno venivano tenute nella sala consiliare del Comune di Barga da importanti studiosi dell'opera del poeta.
Umberto Sereni, figlio di Bruno e professore di storia contemporanea all'università di Udine, in calce ad un suo saggio contenuto in un volume pubblicato per il centenario della morte del poeta, scrisse la seguente dedica:
(Umberto Sereni, Virgilio in Val di Serchio 1895-1912)

#### LeEdizioni Il Giornale di Barga

Barga, dicembre 1983: Antonio Nardini e Bruno Sereni presentano il libro Storia del Teatro dei Differenti pubblicato dalle Edizioni Il Giornale di Barga

L'attività editoriale di Sereni a Barga non si esaurì con la pubblicazione mensile del giornale. A partire dalla fine degli anni '60 e fino alla sua morte, infatti, pubblicò diversi libri con la dicitura Edizioni Il Giornale di Barga.
Alcuni furono scritti in prima persona, frutto di articoli già editi su Il Giornale di Barga poi rivisti e raccolti in volume (They Took the Low Road, Ricordi di New York, Ricordi della guerra di Spagna e altri) oppure di inchieste e studi da lui portati avanti nel corso degli anni (La guerra a Barga, La storia dei Barghigiani fra Ottocento e Novecento, I fratelli Pieroni da Barga a Boston...).
Altri erano firmati da diversi autori locali, comunque coerenti con una linea editoriale tesa alla riscoperta e alla valorizzazione del patrimonio storico e culturale di Barga: dalle Novelle barghigiane di Renzo Salvi agli studi di Antonio Nardini sulla famiglia Tallinucci o sul Teatro dei Differenti, fino alle raccolte dei racconti di Maria "Lily" Francioni, moglie di Bruno Sereni (Barga d’altri tempi, Racconti barghigiani  e La vecchia Barga).

#### La valorizzazione dell'arte barghigiana

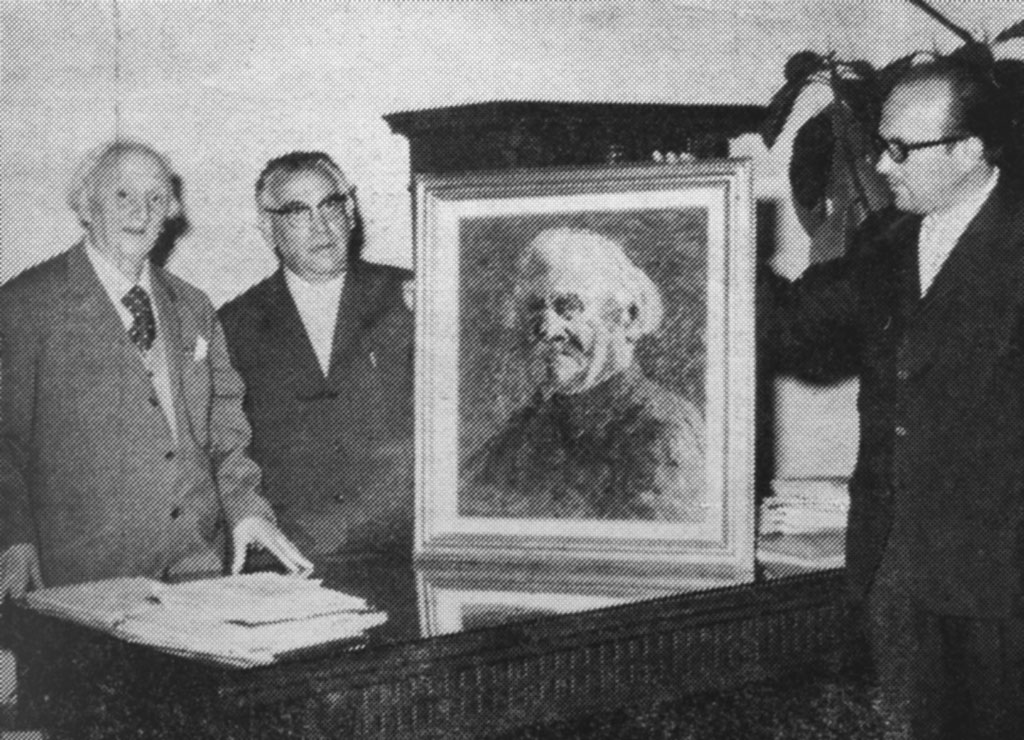
Barga, giugno 1974: il pittore Umberto Vittorini dona un suo autoritratto al comune di Barga

Per illustrare la copertina di molti dei libri editi dalle Edizioni Il Giornale di Barga furono scelte opere di artisti barghigiani, di nascita o di adozione, affermati come Adolfo Balduini, Alberto Magri o Swietlan Kraczyna e di fama locale come Alba Calamari o Giuseppe Digiangirolamo.
Alla figura di Alberto Magri Sereni dedicò una serie di articoli pubblicati su Il Giornale di Barga a metà degli anni '60 in occasione delle celebrazioni dell'artista e curate dallo stesso Sereni. In seguito, nel 1996, il figlio Umberto ha curato una retrospettiva di Magri alla Fondazione Ricci di Barga e pubblicato il catalogo della mostra insieme a Gianfranco Bruno.
Nel 1974, Il Giornale di Barga si fece promotore di un'iniziativa per onorare il pittore Umberto Vittorini, ad un anno di distanza dalla mostra a lui dedicata al museo San Matteo di Pisa (l'altra città di Vittorini). Vittorini ricambiò donando al Comune di Barga un suo autoritratto tuttora esposto nella sala del consiglio.
L'attenzione di Sereni e del suo giornale non fu comunque rivolta solo ai nomi più importanti della pittura barghigiana (Magri, Vittorini, Balduini e Bruno Cordati furono tutti invitati ad esporre alla Biennale di Venezia), ma anche ad artisti di fama più ristretta, come testimoniato dai numerosi articoli sulle esposizioni di artisti locali e dal volume dedicato a Carlo Da Prato.

#### La funzione civile

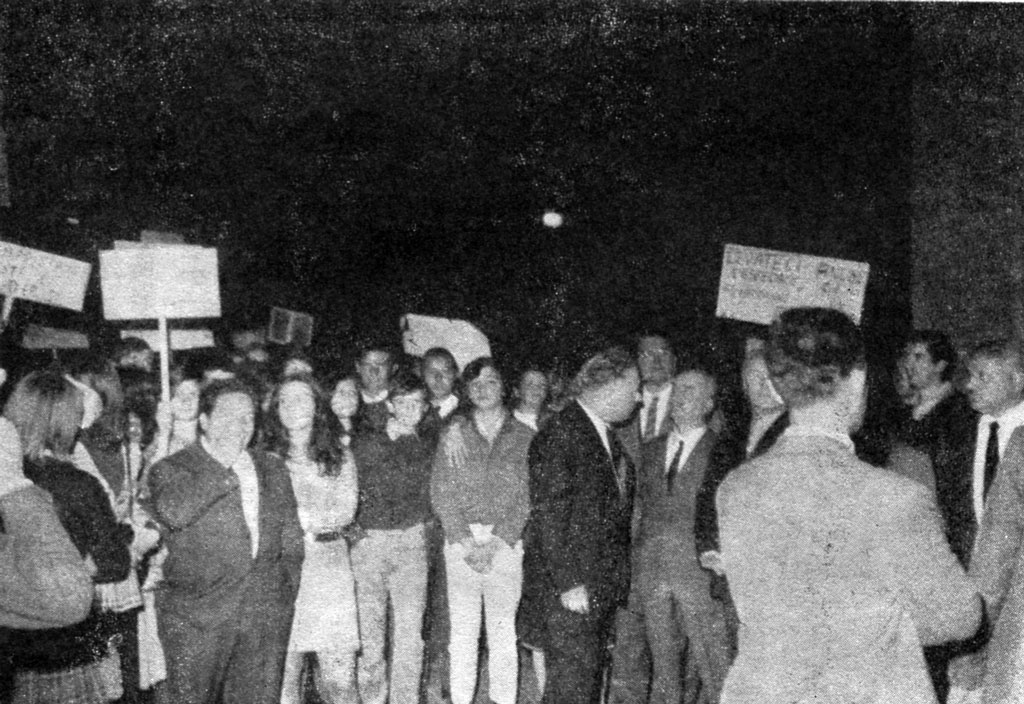
Lucca, 31 ottobre 1969: manifestazione per scongiurare la chiusura dell'ospedale di Barga. Bruno Sereni (di profilo) a colloquio con i rappresentanti dei bargoesteri

Nel corso della sua storia, Il Giornale di Barga non si è limitato a scrivere di Barga e dei personaggi ad essa legati, ma ha partecipato attivamente alla vita cittadina, schierandosi ed organizzando iniziative proprie.
La più longeva è quella dei Sorrisi Natalizi: una raccolta di fondi destinata alle persone più bisognose del comune e distribuita a Natale, in ricordo di un episodio avvenuto nel 1939 quando Sereni, appena rientrato a Barga e in difficoltà, ricevette un biglietto di solidarietà e un piccolo aiuto economico da suor Marianna Marcucci.
Particolare attenzione fu poi riservata alle vicende della Biblioteca comunale di Barga, nata nel 1949 e dal 1974 intitolata ai fratelli Rosselli per volontà di un comitato presieduto da Umberto Sereni.
La biblioteca ebbe un impulso determinante a partire dal 1956 con l'arrivo del professor Angelo Baldi che ne mantenne la direzione fino al 1996. Sereni dette il suo contributo non soltanto tramite l'attività pubblicistica del suo giornale, ma anche materialmente: donando una cospicua raccolta di periodici tuttora disponibile al pubblico e istituendo un fondo intitolato al fratello Sereno con duecento volumi dedicati all'emigrazione.
Fra le varie campagne portate avanti da Il Giornale di Barga nel corso della sua storia, fu particolarmente importante quella in difesa dell'ospedale San Francesco di Barga, spesso minacciato di tagli al bilancio e a rischio di chiusura. Tramite il giornale ed i suoi abbonati all'estero arrivarono numerose donazioni in favore della struttura e Sereni stesso scese in piazza direttamente nell'ottobre del 1969, in occasione di una manifestazione a Lucca organizzata dalla popolazione barghigiana in difesa del proprio ospedale. In quella circostanza, Sereni fu colto da un lieve malore e ricoverato per un breve periodo a Lucca nei giorni successivi.

#### Il Premiolino

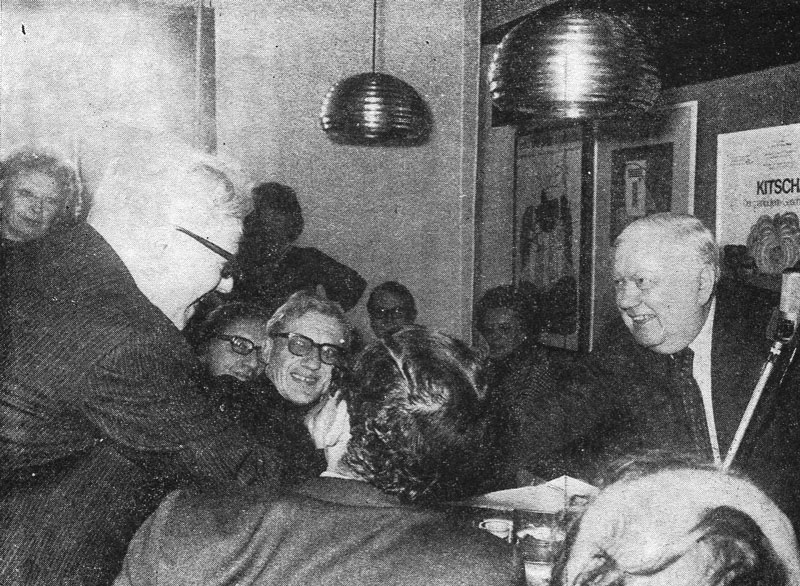
Milano, 16 gennaio 1975: la consegna del Premiolino a Bruno Sereni

Un importante riconoscimento all'opera di Bruno Sereni e del suo giornale giunse nel 1974, quando fu insignito del Premiolino da una giuria presieduta da Pietro Bianchi e composta da Enzo Biagi, Egisto Corradi, Giancarlo Galli, Morando Morandini e Gaetano Tumiati.
Il premio fu consegnato a Milano il 14 gennaio 1975 con la seguente motivazione:

### La scomparsa e l'eredità

Barga, febbraio 1986: i funerali di Bruno di Sereni in Largo Biondi

Bruno Sereni morì il 25 febbraio 1986. Per sua espressa volontà il rito funebre si svolse in forma civile:
(Bruno Sereni)
L'orazione funebre fu tenuta dall'allora sindaco di Barga Alessandro Adami in Largo Biondi, a due passi dalla redazione de Il Giornale di Barga.
Dopo la scomparsa di Bruno Sereni, proprietà e direzione de Il Giornale di Barga passarono al figlio Umberto che a sua volta le cedette gratuitamente nel 1992 a Luca Galeotti, giornalista pubblicista e corrispondente de La Nazione. Dal 2016, la testata è stata acquistata dall'emittente televisiva NoiTV di proprietà della famiglia del senatore Andrea Marcucci. La redazione è rimasta nella sede storica in via di Borgo a Barga ed i locali sono messi a disposizione dalla famiglia Sereni senza canone di locazione come forma di sostegno al giornale.

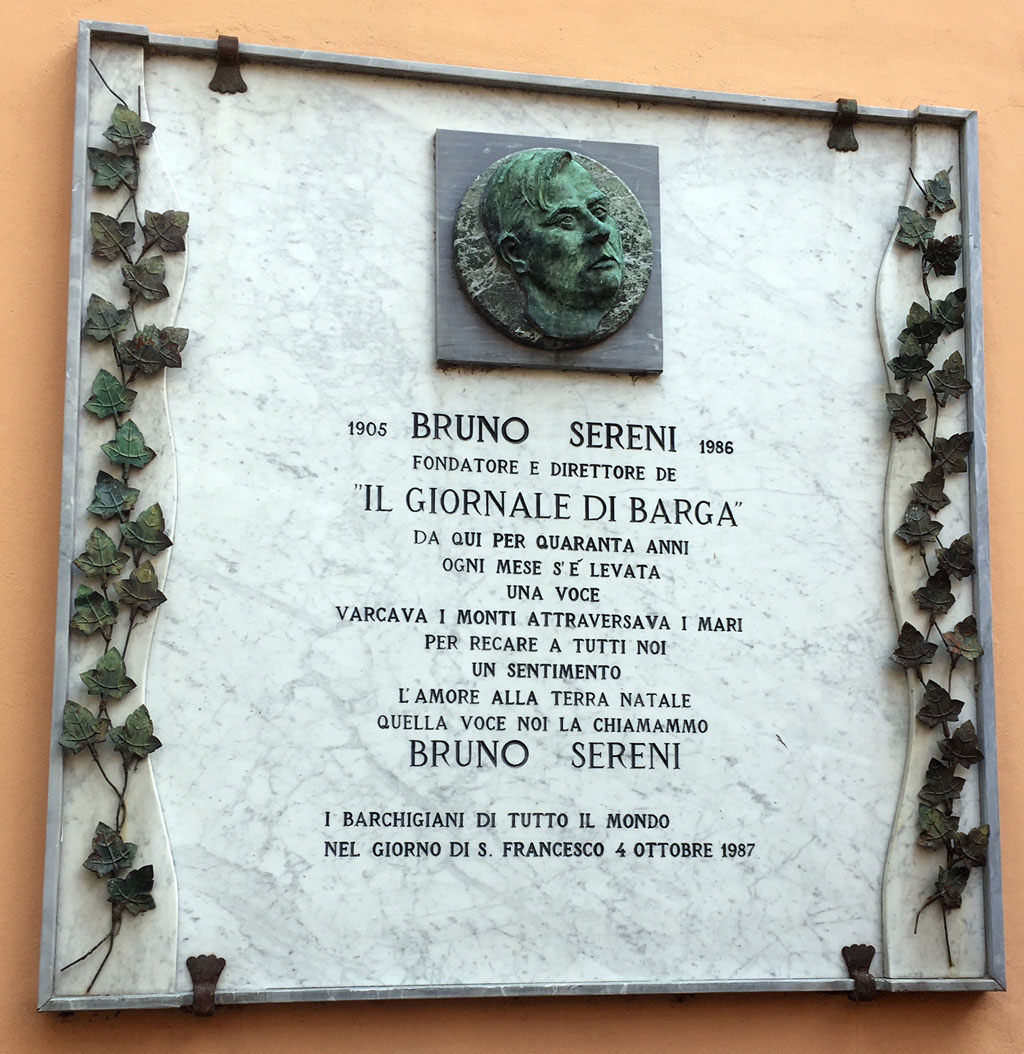
Barga, via di Borgo: la lapide commemorativa in ricordo di Bruno di Sereni

Nell'ottobre del 1987, sulla facciata del palazzo che ospita la redazione de Il Giornale di Barga è stata posta una lapide in ricordo di Bruno Sereni fondatore e direttore de Il Giornale di Barga con questo testo: 
Nel 2019 Il Giornale di Barga ha celebrato il settantesimo anniversario della sua nascita con una cerimonia nella sala consiliare del Comune di Barga. Nell'occasione, il figlio Umberto ha ricordato la figura di Bruno Sereni. Fra i presenti in sala, l'altra figlia Natalia (anch'essa autrice di pubblicazioni incentrate sulla storia locale) ed il nipote Giacomo (figlio di Natalia). Nella stessa giornata, è stata inaugurata una mostra con materiali di archivio del giornale ed una collettiva di artisti locali chiamati ad esprimersi sul tema L'informazione che resiste. Nella locandina di presentazione dell'evento, riprendendo un concetto espresso da Jeff Jarvis nel suo saggio Geeks Bearing Gifts, è stato scritto: 
(locandina per la celebrazione dei settant'anni del Giornale di Barga)

## Opere
- Rivoluzione o lavoro? Conversazione tenuta nella Sala Circolo "Pro Barga", il 17.11.1945, Lucca, Direzione Provinciale Partito Liberale Italiano di Lucca, 1945.
- Carcere, Pisa, Lischi, 1946.
- Paese come tanti, Pescia, Benedetti, 1947., ristampato con il titolo  Barga paese come tanti, 2ª ed., Lucca, Maria Pacini Fazzi Editore, 1987. (citazioni dalla seconda edizione).
- Omaggio di Barga a Giovanni e Maria Pascoli, con Corrado Carradini, Barga, Tipografia Gasperetti, 1962.
- La guerra a Barga, Barga, Edizioni Il Giornale di Barga, 1968.
- Prima Mostra dell’Emigrazione Barghigiana, La stampa periodica in Barga, con Corrado Carradini, Barga, Comune di Barga e E.P.T. Lucca, 1969.[127]
- Appunti di storia sull’emigrazione barghigiana, Barga, Edizioni Il Giornale di Barga, 1970.
- Itinerario francescano, Barga, Edizioni Il Giornale di Barga, 1971.
- Discorso ufficiale tenuto da Bruno Sereni, direttore del Giornale di Barga. Primo Convegno Incontrarsi per Conoscersi. Il Ciocco, 21 agosto 1971, Barga, Il Giornale di Barga e Associazione Proloco, 1971.[127]
- Ricordi della guerra di Spagna, Barga, Edizioni Il Giornale di Barga, 1972.
- Caratteri dell’emigrazione barghigiana, Gli italiani negli Stati Uniti. L’emigrazione e l’opera degli italiani negli Stati Uniti d’America. Atti del III Symposium di Studi Americani. Firenze, 27-29 maggio 1969, Firenze, Istituto di Studi Americani - Università degli Studi di Firenze, 1972,  pp. 459-480.
- Barga nella lunga estate del 1943, Barga, Edizioni Il Giornale di Barga, 1974.
- (EN) They Took the Low Road: A Brief History of the Barghigiani to Scotland, traduzione di Mario Moscardini, illustrazioni di Swietlan Kraczyna, Barga, Edizioni Il Giornale di Barga, 1974. (citazioni dalla seconda edizione, 2008).
- Ricordi di New York, Barga, Edizioni Il Giornale di Barga, 1978.
- La storia dei Barghigiani fra Ottocento e Novecento, Barga, Edizioni Il Giornale di Barga, 1979.
- Guida di Barga. Trekking a cavallo, Barga, a cura dell'Amministrazione comunale, 1980.
- Carlo Da Prato, Barga, Edizioni Il Giornale di Barga, 1980.
- Pagine di storia fornacina, Barga, Edizioni Il Giornale di Barga, 1982.
- I fratelli Pieroni da Barga a Boston, prologo di Paolo Riani, Barga, Edizioni Il Giornale di Barga, 1993.